# Roberto Graetz
Roberto David Graetz (Buenos Aires, 27 de febrero de 1946), es un rabino reformista argentino y un reconocido activista de los derechos humanos.

## Biografía y trayectoria
El rabino Graetz nació en la ciudad de Buenos Aires, hijo de Pablo Graetz y Ruth Blumenfeld de Graetz, inmigrantes alemanes de origen judío que escaparon del nazismo y se refugiaron en la Argentina. La escuela secundaria la hizo en el Colegio Nacional de Vicente López en Vicente López, provincia de Buenos Aires.
En 1968 terminó sus estudios en la Universidad de Cincinnati en los Estados Unidos. Se recibió de Licenciado en Ciencias Políticas. Luego entró en el Hebrew Union College Jewish Institute of Religion en Cincinnati, Estados Unidos, en donde en 1972 fue ordenado rabino. Cuando se recibió viajó al Brasil en donde ofició como rabino desde 1972 hasta 1974 en la Asociación Religiosa de Río de Janeiro.
En 1974 falleció su padre en la Argentina y viajó a Buenos Aires. Allí fue nombrado rabino en la Comunidad Emanu El, la única sinagoga reformista en ese momento, reemplazando al rabino estadounidense León Klenicki que había retornado a su país.
Con su llegada y gracias a su carisma la comunidad creció mucho en la cantidad de miembros. Uno de sus alumnos fue el rabino Sergio Bergman.
Desde 1991 fue rabino en el Templo Isaiah en Lafayette, California.
Es miembro ejecutivo del North American Council de la World Union for Progressive Judaism (WUPJ).
El rabino Roberto Graetz se encuentra radicado en los Estados Unidos. Está casado con Evelyn y tiene tres hijas. Cada tanto regresa a Argentina.

## Activismo en derechos humanos
El rabino Graetz ha sido uno de los grandes luchadores por los derechos humanos que hubo en la Argentina durante la última dictadura.
Estuvo entre los primeros que firmaron solicitadas en los primeros años de la dictadura pidiendo por los presos políticos y protestando contra los secuestros y torturas.

El Rabino Roberto Graetz integró la Asamblea Permanente por los Derechos Humanos desde sus comienzos, cuando él estaba al frente de la Comunidad Emanu El, que pertenecía a la corriente de rabinos reformistas.
Mientras que la mayoría de los miembros la integraba por tener algún familiar desaparecido, él lo hacía solamente porque lo consideraba una obligación ética:

Yo no hago política, yo sólo reflejo la tradición profética del judaísmo.

Desde mi punto de vista, y que es una constante en mi trabajo como rabino, entiendo que el judaísmo sólo importa si es relevante para el mundo.

Graetz se asistía y reconfortaba a los familiares de desaparecidos, recorría las cárceles visitando a los detenidos a disposición del Poder Ejecutivo Nacional, redactaba y presentaba recursos de habeas corpus por los detenidos desaparecidos, denunciaba a la dictadura en el exterior y acompañaba a las Madres de Plaza de Mayo en sus rondas de los jueves.
Sus contactos con la DAIA le permitieron conseguir donaciones para la APDH.
Trabajaba estrechamente en colaboración con el periodista y director de “Nueva Presencia” Herman Schiller y el rabino Marshall Meyer.
Padeció dos atentados y su vida estuvo en riesgo.
Cuando en 1978 visitó Buenos Aires la Comisión Interamericana de Derechos Humanos, Graetz prestó las instalaciones de la sinagoga para que entrevistaran a quienes corrían riesgo de ser secuestrados, cuando la iglesia que habían pedido les fue negada.
Fue uno de los dos rabinos que visitaba a Jacobo Timmerman.
Cuando le avisó a Ruth Weisz que tenía información reservada de que su hijo ya había sido asesinado y, por lo tanto, ya podía rezar un kadish, aparecieron algunas Madres de Plaza de Mayo a acusarlo de estar sacándoles la esperanza ya que ellas no reconocían que sus hijos estuvieran muertos.
En ese momento en los familiares de los detenidos desaparecidos se negaban a aceptar la muerte de sus hijos, algo que generó tensiones entre las mismas madres y fue uno de los motivos de la escisión entre Madres de Plaza de Mayo y Madres de Plaza de Mayo Línea Fundadora, cuando el lema "Aparición con vida" condensaba uno de los ejes centrales de la lucha de las madres.